# Kazimierz Boczarski
Kazimierz Boczarski est un boxeur polonais né le 17 octobre 1932 et mort le 2 mai 1973 à Cracovie.

## Carrière
Sa carrière amateur est principalement marquée par une médaille de bronze remportée aux championnats d'Europe de 1957 dans la catégorie des poids plumes.

## Palmarès

### Championnats d'Europe
- Médaille de bronze en -57 kg en 1957 à Prague, Tchécoslovaquie